# Deutsche Wasserball-Liga 2008/09
Die Saison 2008/09 der Deutschen Wasserball-Liga begann am 1. November 2008 mit der Vorrunde und endete mit der Titelverteidigung der Wasserfreunde Spandau 04 mit einem Erfolg im Finale über den ASC Duisburg. Der Rekordmeister aus Spandau sicherte sich damit seinen 29. Titel seit 1979. In die 2. Wasserball-Liga stiegen neben den Freien Schwimmer Hannover noch der SV Brambauer und Neuling Poseidon Hamburg ab.

## Modus
Die Spiele wurden nach dem Rundensystem mit Vorrunde, Hauptrunde und Qualifikationsrunde (jeweils mit Hin- und Rückspiel) sowie Meisterschaftsrunde (Play-off-Endrunde) und Abstiegsrunde (Play-down-Endrunde) von Anfang November 2008 bis Ende Mai 2009 ausgetragen.

## Vorrunde
Gespielt wurde in vier Gruppen zu vier bzw. fünf Mannschaften in einer einfachen Runde mit Hin- und Rückspiel. Die Einteilung erfolgte anhand der Vorjahresresultate (Gruppe 1: Plätze 1, 8, 9 und 2. Aufsteiger / Gruppe 2: Plätze 2, 7, 10 und 1. Aufsteiger / Gruppe 3: Plätze 3, 6, 11 und 14 sowie Gruppe 4: Plätze 4, 5, 12, 13 und Brambauer). Die beiden Ersten jeder Gruppe qualifizierten sich für die Meisterrunde und für den Rest ging es in die Aufstiegsrunde.

### Gruppe 1

#### Abschlusstabelle
| Pl. | Verein                         | Sp. | S | U | N | Tore    | Diff. | Punkte |
| --- | ------------------------------ | --- | - | - | - | ------- | ----- | ------ |
| 1.  | Wasserfreunde Spandau 04 (M,P) | 6   | 6 | 0 | 0 | 121:220 | +99   | 12:0   |
| 2.  | SC Wedding Berlin              | 6   | 4 | 0 | 2 | 052:620 | −10   | 08:40  |
| 3.  | OSC Potsdam (N)                | 6   | 0 | 2 | 4 | 040:820 | −42   | 02:10  |
| 4.  | SC Magdeburg                   | 6   | 0 | 2 | 4 | 042:890 | −47   | 02:10  |

 Qualifikant Hauptrunde Meisterrunde 
  Qualifikant Hauptrunde Aufstiegsrunde 
 (M) amtierender Meister 
 (P) amtierender Pokalsieger 
 (N) Aufsteiger aus der 2. Wasserball-Liga

#### Kreuztabelle
Die Kreuztabelle stellt die Ergebnisse aller Spiele dieser Saison dar. Die Heimmannschaft ist in der linken Spalte aufgelistet und die Gastmannschaft in der obersten Reihe.
| Gruppe 1 1. November 2008 – 30. November 2008 | Gruppe 1 1. November 2008 – 30. November 2008 | Wasserfreunde Spandau 04 | SC Wedding Berlin | OSC Potsdam | SC Magdeburg |
| --------------------------------------------- | --------------------------------------------- | ------------------------ | ----------------- | ----------- | ------------ |
| 01.                                           | Wasserfreunde Spandau 04                      |                          | 16:30             | 24:10       | 21:40        |
| 02.                                           | SC Wedding Berlin                             | 04:17                    |                   | 13:10       | 15:80        |
| 03.                                           | OSC Potsdam                                   | 04:19                    | 6:7               |             | 8:8          |
| 04.                                           | SC Magdeburg                                  | 06:24                    | 05:10             | 11:11       |              |

### Gruppe 2

#### Abschlusstabelle
| Pl. | Verein                   | Sp. | S | U | N | Tore    | Diff. | Punkte |
| --- | ------------------------ | --- | - | - | - | ------- | ----- | ------ |
| 1.  | ASC Duisburg             | 6   | 6 | 0 | 0 | 136:290 | +107  | 12:0   |
| 2.  | SV Würzburg 05           | 6   | 4 | 0 | 2 | 071:550 | +16   | 08:40  |
| 3.  | Poseidon Hamburg (N)     | 6   | 2 | 0 | 4 | 047:840 | −37   | 04:80  |
| 4.  | Freie Schwimmer Hannover | 6   | 0 | 0 | 6 | 028:114 | −86   | 0:12   |

 Qualifikant Hauptrunde Meisterrunde 
  Qualifikant Hauptrunde Aufstiegsrunde 
 (N) Aufsteiger aus der 2. Wasserball-Liga

#### Kreuztabelle
Die Kreuztabelle stellt die Ergebnisse aller Spiele dieser Saison dar. Die Heimmannschaft ist in der linken Spalte aufgelistet und die Gastmannschaft in der obersten Reihe.
| Gruppe 2 1. November 2008 – 30. November 2008 | Gruppe 2 1. November 2008 – 30. November 2008 | ASC Duisburg | SV Würzburg 05 | Poseidon Hamburg | Freie Schwimmer Hannover |
| --------------------------------------------- | --------------------------------------------- | ------------ | -------------- | ---------------- | ------------------------ |
| 01.                                           | ASC Duisburg                                  |              | 20:60          | 23:80            | 27:20                    |
| 02.                                           | SV Würzburg 05                                | 04:11        |                | 11:40            | 21:50                    |
| 03.                                           | Poseidon Hamburg                              | 06:24        | 10:13          |                  | 8:7                      |
| 04.                                           | Freie Schwimmer Hannover                      | 03:31        | 05:16          | 06:11            |                          |

### Gruppe 3

#### Abschlusstabelle
| Pl. | Verein                 | Sp. | S | U | N | Tore    | Diff. | Punkte |
| --- | ---------------------- | --- | - | - | - | ------- | ----- | ------ |
| 1.  | SG W98/Waspo Hannover  | 6   | 4 | 1 | 1 | 079:420 | +37   | 09:30  |
| 2.  | SSV Esslingen          | 6   | 4 | 1 | 1 | 052:420 | +10   | 09:30  |
| 3.  | SV Krefeld 72          | 6   | 3 | 0 | 3 | 049:540 | −5    | 06:60  |
| 4.  | SSF Aegir Uerdingen 07 | 6   | 0 | 0 | 6 | 031:730 | −42   | 0:12   |

 Qualifikant Hauptrunde Meisterrunde 
  Qualifikant Hauptrunde Aufstiegsrunde

#### Kreuztabelle
Die Kreuztabelle stellt die Ergebnisse aller Spiele dieser Saison dar. Die Heimmannschaft ist in der linken Spalte aufgelistet und die Gastmannschaft in der obersten Reihe.
| Gruppe 3 1. November 2008 – 30. November 2008 | Gruppe 3 1. November 2008 – 30. November 2008 | SG W98/Waspo Hannover | SSV Esslingen | SV Krefeld 72 |       |
| --------------------------------------------- | --------------------------------------------- | --------------------- | ------------- | ------------- | ----- |
| 01.                                           | SG W98/Waspo Hannover                         |                       | 8:8           | 15:50         | 13:60 |
| 02.                                           | SSV Esslingen                                 | 8:7                   |               | 12:50         | 14:50 |
| 03.                                           | SV Krefeld 72                                 | 11:12                 | 12:40         |               | 7:4   |
| 04.                                           | SSF Aegir Uerdingen 07                        | 04:24                 | 5:6           | 7:9           |       |

### Gruppe 4

#### Abschlusstabelle
| Pl. | Verein                | Sp. | S | U | N | Tore    | Diff. | Punkte |
| --- | --------------------- | --- | - | - | - | ------- | ----- | ------ |
| 1.  | SV Bayer Uerdingen 08 | 8   | 7 | 0 | 1 | 125:480 | +77   | 14:20  |
| 2.  | SG Neukölln Berlin    | 8   | 7 | 0 | 1 | 111:570 | +54   | 14:20  |
| 3.  | SV Weiden             | 8   | 2 | 2 | 4 | 072:860 | −14   | 06:10  |
| 4.  | ASC Brandenburg       | 8   | 2 | 1 | 5 | 057:107 | −50   | 05:11  |
| 5.  | SV Brambauer          | 8   | 0 | 1 | 7 | 050:117 | −67   | 01:15  |

 Qualifikant Hauptrunde Meisterrunde 
  Qualifikant Hauptrunde Aufstiegsrunde

#### Kreuztabelle
Die Kreuztabelle stellt die Ergebnisse aller Spiele dieser Saison dar. Die Heimmannschaft ist in der linken Spalte aufgelistet und die Gastmannschaft in der obersten Reihe.
| Gruppe 4 1. November 2008 – 30. November 2008 | Gruppe 4 1. November 2008 – 30. November 2008 | SV Bayer Uerdingen 08 | SG Neukölln Berlin | SV Weiden | ASC Brandenburg |       |
| --------------------------------------------- | --------------------------------------------- | --------------------- | ------------------ | --------- | --------------- | ----- |
| 01.                                           | SV Bayer Uerdingen 08                         |                       | 14:80              | 15:60     | 20:20           | 20:50 |
| 02.                                           | SG Neukölln Berlin                            | 9:8                   |                    | 11:70     | 17:40           | 22:80 |
| 03.                                           | SV Weiden                                     | 08:16                 | 07:14              |           | 16:90           | 15:80 |
| 04.                                           | ASC Brandenburg                               | 07:13                 | 05:18              | 7:7       |                 | 12:80 |
| 05.                                           | SV Brambauer                                  | 03:19                 | 04:12              | 6:6       | 08:11           |       |

## Hauptrunde
Gespielt wurde in zwei Gruppen zu acht bzw. neun Mannschaften in einer einfachen Runde mit Hin- und Rückspiel. In der Meisterrunde, qualifizierten sich die ersten sechs Mannschaften direkt für die Play-off Endrunde. Die letzten zwei der Meisterrunde mussten in eine Qualifikationsrunde mit den ersten zwei Mannschaften der Aufstiegsrunde. Für die Mannschaften von Platz 3–8 der Aufstiegsrunde ging es in die Play-down Endrunde und der letzte stieg direkt in die 2. Wasserball-Liga ab.

### Meisterrunde

#### Abschlusstabelle
| Pl. | Verein                         | Sp. | S  | U | N | Tore    | Diff. | Punkte |
| --- | ------------------------------ | --- | -- | - | - | ------- | ----- | ------ |
| 1.  | Wasserfreunde Spandau 04 (M,P) | 14  | 14 | 0 | 0 | 258:720 | +186  | 28:0   |
| 2.  | ASC Duisburg                   | 14  | 12 | 0 | 2 | 219:107 | +112  | 24:40  |
| 3.  | SV Bayer Uerdingen 08          | 14  | 8  | 1 | 5 | 124:160 | −36   | 17:11  |
| 4.  | SG Neukölln Berlin             | 14  | 4  | 2 | 8 | 112:167 | −55   | 10:18  |
| 5.  | SV Würzburg 05                 | 14  | 4  | 1 | 9 | 093:147 | −54   | 09:19  |
| 6.  | SC Wedding Berlin              | 14  | 4  | 1 | 9 | 101:160 | −59   | 09:19  |
| 7.  | SSV Esslingen                  | 14  | 3  | 2 | 9 | 101:152 | −51   | 08:20  |
| 8.  | SG W98/Waspo Hannover          | 14  | 2  | 3 | 9 | 101:144 | −43   | 07:21  |

 Teilnehmer an der Qualifikationsrunde Meisterrunde – Aufstiegsrunde 
 (M) amtierender Meister 
 (P) amtierender Pokalsieger

#### Kreuztabelle
Die Kreuztabelle stellt die Ergebnisse aller Spiele dieser Saison dar. Die Heimmannschaft ist in der linken Spalte aufgelistet und die Gastmannschaft in der obersten Reihe.
| Meisterrunde 6. Dezember 2008 – 4. April 2009 | Meisterrunde 6. Dezember 2008 – 4. April 2009 | Wasserfreunde Spandau 04 | ASC Duisburg | SV Bayer Uerdingen 08 | SG Neukölln Berlin | SV Würzburg 05 | SC Wedding Berlin | SSV Esslingen | SG W98/Waspo Hannover |
| --------------------------------------------- | --------------------------------------------- | ------------------------ | ------------ | --------------------- | ------------------ | -------------- | ----------------- | ------------- | --------------------- |
| 01.                                           | Wasserfreunde Spandau 04                      |                          | 12:70        | 23:10                 | 21:60              | 18:80          | 16:30             | 28:00         | 17:50                 |
| 02.                                           | ASC Duisburg                                  | 08:12                    |              | 23:60                 | 17:50              | 20:60          | 29:50             | 17:80         | 21:80                 |
| 03.                                           | SV Bayer Uerdingen 08                         | 08:19                    | 08:13        |                       | 14:80              | 12:90          | 11:10             | 8:7           | 10:90                 |
| 04.                                           | SG Neukölln Berlin                            | 04:19                    | 06:13        | 9:8                   |                    | 10:80          | 11:70             | 9:8           | 9:9                   |
| 05.                                           | SV Würzburg 05                                | 05:25                    | 04:11        | 08:10                 | 11:70              |                | 4:3               | 5:4           | 6:5                   |
| 06.                                           | SC Wedding Berlin                             | 04:17                    | 12:18        | 9:9                   | 10:90              | 7:6            |                   | 09:12         | 9:4                   |
| 07.                                           | SSV Esslingen                                 | 07:17                    | 10:11        | 6:8                   | 11:80              | 8:8            | 4:9               |               | 8:7                   |
| 08.                                           | SG W98/Waspo Hannover                         | 06:14                    | 05:11        | 07:11                 | 11:11              | 7:5            | 10:40             | 8:8           |                       |

 Direkte Begegnungen der Vorrunde gingen in die Hauptrunde mit über.

### Aufstiegsrunde

#### Abschlusstabelle
| Pl. | Verein                          | Sp. | S  | U | N  | Tore    | Diff. | Punkte |
| --- | ------------------------------- | --- | -- | - | -- | ------- | ----- | ------ |
| 1.  | SV Krefeld 72                   | 16  | 13 | 1 | 2  | 183:127 | +56   | 27:50  |
| 2.  | OSC Potsdam (N)                 | 16  | 12 | 2 | 2  | 170:131 | +39   | 26:60  |
| 3.  | SV Weiden                       | 16  | 10 | 4 | 2  | 184:123 | +61   | 24:80  |
| 4.  | SGW WU Magdeburg/SC Magdeburg * | 16  | 9  | 2 | 5  | 210:156 | +54   | 20:12  |
| 5.  | ASC Brandenburg                 | 16  | 8  | 1 | 7  | 159:145 | +14   | 17:15  |
| 6.  | SSF Aegir Uerdingen 07          | 16  | 6  | 2 | 8  | 135:163 | −28   | 14:18  |
| 7.  | SV Brambauer                    | 16  | 2  | 3 | 11 | 153:193 | −40   | 07:25  |
| 8.  | Poseidon Hamburg (N)            | 16  | 3  | 1 | 12 | 120:177 | −57   | 07:25  |
| 9.  | Freie Schwimmer Hannover        | 16  | 1  | 0 | 15 | 110:209 | −99   | 02:30  |

 Teilnehmer an der Qualifikationsrunde Meisterrunde – Aufstiegsrunde 
  Absteiger in die 2. Wasserball-Liga 
 (N) Aufsteiger aus der 2. Wasserball-Liga 
 (*) Die Wasserball-Union Magdeburg wurde am 1. Januar 2009 gegründet und geht aus der Schwimmabteilung des SC Magdeburg hervor. Bis zum Abschluss der Saison 2008/09 spielte der Verein daher noch als SGW WU Magdeburg/SC Magdeburg.

#### Kreuztabelle
Die Kreuztabelle stellt die Ergebnisse aller Spiele dieser Saison dar. Die Heimmannschaft ist in der linken Spalte aufgelistet und die Gastmannschaft in der obersten Reihe.
| Aufstiegsrunde 6. Dezember 2008 – 11. April 2009 | Aufstiegsrunde 6. Dezember 2008 – 11. April 2009 | SV Krefeld 72 | OSC Potsdam | SV Weiden | Wasserball-Union Magdeburg | ASC Brandenburg |       |       | Poseidon Hamburg | Freie Schwimmer Hannover |
| ------------------------------------------------ | ------------------------------------------------ | ------------- | ----------- | --------- | -------------------------- | --------------- | ----- | ----- | ---------------- | ------------------------ |
| 01.                                              | SV Krefeld 72                                    |               | 8:5         | 06:10     | 7:6                        | 13:11           | 7:4   | 14:10 | 15:50            | 20:30                    |
| 02.                                              | OSC Potsdam                                      | 12:90         |             | 7:5       | 8:8                        | 9:7             | 14:10 | 10:80 | 13:70            | 16:70                    |
| 03.                                              | SV Weiden                                        | 11:11         | 16:90       |           | 14:10                      | 16:90           | 11:60 | 15:80 | 14:50            | 20:70                    |
| 04.                                              | SGW WU Magdeburg/SC Magdeburg                    | 08:13         | 11:11       | 13:12     |                            | 13:90           | 24:80 | 22:10 | 15:20            | 19:11                    |
| 05.                                              | ASC Brandenburg                                  | 7:8           | 5:7         | 7:7       | 17:14                      |                 | 11:60 | 12:80 | 10:80            | 19:10                    |
| 06.                                              | SSF Aegir Uerdingen 07                           | 7:9           | 06:13       | 10:10     | 11:80                      | 11:60           |       | 12:11 | 14:11            | 7:6                      |
| 07.                                              | SV Brambauer                                     | 13:17         | 09:10       | 6:6       | 09:12                      | 08:11           | 9:9   |       | 10:10            | 16:11                    |
| 08.                                              | Poseidon Hamburg                                 | 10:14         | 09:12       | 04:11     | 08:12                      | 05:12           | 4:6   | 13:60 |                  | 8:7                      |
| 09.                                              | Freie Schwimmer Hannover                         | 05:12         | 06:14       | 5:6       | 06:15                      | 2:6             | 9:8   | 09:12 | 06:11            |                          |

 Direkte Begegnungen der Vorrunde gingen in die Hauptrunde mit über.

## Qualifikationsrunde Meisterrunde – Aufstiegsrunde
In der Qualifikationsrunde wurden die letzten zwei Teilnehmer für die Play-off bzw. Play-down Endrunde ermittelt. Dabei trafen die letzten zwei der Meisterrunde auf die besten zwei Mannschaften der Aufstiegsrunde. Die zwei Sieger sicherten sich außerdem noch den Startplatz in der Gruppe A (ehemals Meisterrunde) zur Folgesaison.
Termine: Hinspiel: 17. April 2009 und Rückspiel: 19. April 2009
|           | Paarung       | Paarung | Paarung               | Hin   | Rück  |
| --------- | ------------- | ------- | --------------------- | ----- | ----- |
| 1.A – 8.M | SV Krefeld 72 | –       | SG W98/Waspo Hannover | 8:9   | 06:12 |
| 2.A – 7.M | OSC Potsdam   | –       | SSV Esslingen         | 05:10 | 09:12 |

 Hannover und Esslingen qualifizierten sich für die Playoff-Endrunde und spielen zur Saison 2009/10 in der Gruppe A (ehemals Meisterrunde).

## Play-down

### 1. Runde
Modus: Best-of-Three
Termine: 25. April 2009 und 7. Mai 2009 (1. Spiel), 26. April 2009 und 9. Mai 2009 (2. Spiel) sowie 29. April 2009 und 10. Mai 2009 (3. Spiel)
Die erstgenannte Mannschaft hatte nur im 1. Spiel Heimrecht.
| Paarung                | Paarung | Paarung                       | 1.    | 2.    | 3.    |
| ---------------------- | ------- | ----------------------------- | ----- | ----- | ----- |
| Poseidon Hamburg       | –       | SV Krefeld 72                 | 08:11 | 4:8   | –––   |
| SV Brambauer           | –       | OSC Potsdam                   | 08:11 | 07:16 | –––   |
| SSF Aegir Uerdingen 07 | –       | SV Weiden                     | 1:5   | 06:11 | –––   |
| ASC Brandenburg        | –       | SGW WU Magdeburg/SC Magdeburg | 10:90 | 8:9   | 12:10 |

### 2. Runde
Modus: Best-of-Three
Termine: 16. Mai/21. Mai 2009 (1. Spiel), 23. Mai 2009 (2. Spiel) und 24. Mai 2009 (3. Spiel)
Die erstgenannte Mannschaft hatte nur im 1. Spiel Heimrecht.
| Paarung          | Paarung | Paarung                       | 1.  | 2.    | 3.    |
| ---------------- | ------- | ----------------------------- | --- | ----- | ----- |
| Poseidon Hamburg | –       | SGW WU Magdeburg/SC Magdeburg | 8:7 | 05:13 | 5:9   |
| SV Brambauer     | –       | SSF Aegir Uerdingen 07        | 6:8 | 9:8   | 09:14 |

 Absteiger in die 2. Wasserball-Liga

## Play-off

### Viertelfinale
Modus: Best-of-Three
Termine: 7. Mai 2009 (1. Spiel), 9. Mai 2009 (2. Spiel) und 10. Mai 2009 (3. Spiel)
Die erstgenannte Mannschaft hatte nur im 1. Spiel Heimrecht.
| Paarung               | Paarung | Paarung                  | 1.    | 2.    | 3.    |
| --------------------- | ------- | ------------------------ | ----- | ----- | ----- |
| SG W98/Waspo Hannover | –       | Wasserfreunde Spandau 04 | 04:16 | 06:10 | –––   |
| SSV Esslingen         | –       | ASC Duisburg             | 07:11 | 08:17 | –––   |
| SC Wedding Berlin     | –       | SV Bayer Uerdingen 08    | 9:8   | 5:8   | 04:12 |
| SV Würzburg 05        | –       | SG Neukölln Berlin       | 8:9   | 5:9   | –––   |

### Halbfinale
Modus: Best-of-Three
Termine: 16. Mai 2009 (1. Spiel) und 23. Mai 2009 (2. Spiel)
Die erstgenannte Mannschaft hatte nur im 1. Spiel Heimrecht.
| Paarung               | Paarung | Paarung                  | 1.    | 2.    | 3.  |
| --------------------- | ------- | ------------------------ | ----- | ----- | --- |
| SG Neukölln Berlin    | –       | Wasserfreunde Spandau 04 | 05:23 | 04:26 | ––– |
| SV Bayer Uerdingen 08 | –       | ASC Duisburg             | 8:9   | 10:13 | ––– |

### Spiel um Platz 3
Termin: 30. Mai 2009 (Uerdingen)
| Paarung               | Paarung | Paarung            | Ergebnis |
| --------------------- | ------- | ------------------ | -------- |
| SV Bayer Uerdingen 08 | –       | SG Neukölln Berlin | 9:7      |

### Finale
Modus: Best-of-Five
Termine: 27. Mai 2009 (Duisburg), 30. Mai 2009 (Berlin) und 31. Mai 2009 (Berlin)
| Paarung      | Paarung | Paarung                  | 1.   | 2.   | 3.    | 4.  | 5.  |
| ------------ | ------- | ------------------------ | ---- | ---- | ----- | --- | --- |
| ASC Duisburg | –       | Wasserfreunde Spandau 04 | 6:12 | 7:16 | 12:13 | ––– | ––– |

 Deutscher Meister

## Die Meistermannschaft
| 1.                                | Wasserfreunde Spandau 04 |
| Logo der Wasserfreunde Spandau 04 | - Tor: Alexander Tchigir, Roger Kong - Feldspieler: Erik Bukowski, Fabian Schroedter, Florian Naroska, Tobias Preuß, Marc Politze , Marko Savic, Tobias Gietz, Andreas Schlotterbeck, Moritz Oeler, Sören Mackeben, Marko Stamm, Erik Miers, Dennis Eidner, Maurice Jüngling, Jeldrik Biegel, Marko Bolović, Artur Tchigir - Trainer: Nebojša Novoselac |